# メイン線 (クイーンズランド州)
メイン線（メインせん、英語: Main Line）は、オーストラリア・クイーンズランド州ブリスベン市 (en:Brisbane City Council) のローマ・ストリート駅からトゥーンバ市 (en:Toowoomba Region) のトゥーンバ駅までを結ぶQR（クイーンズランド鉄道）の鉄道路線である。
メイン線からはいくつかの支線が分岐している。この記事ではこれらの支線についても述べる。

## 概要

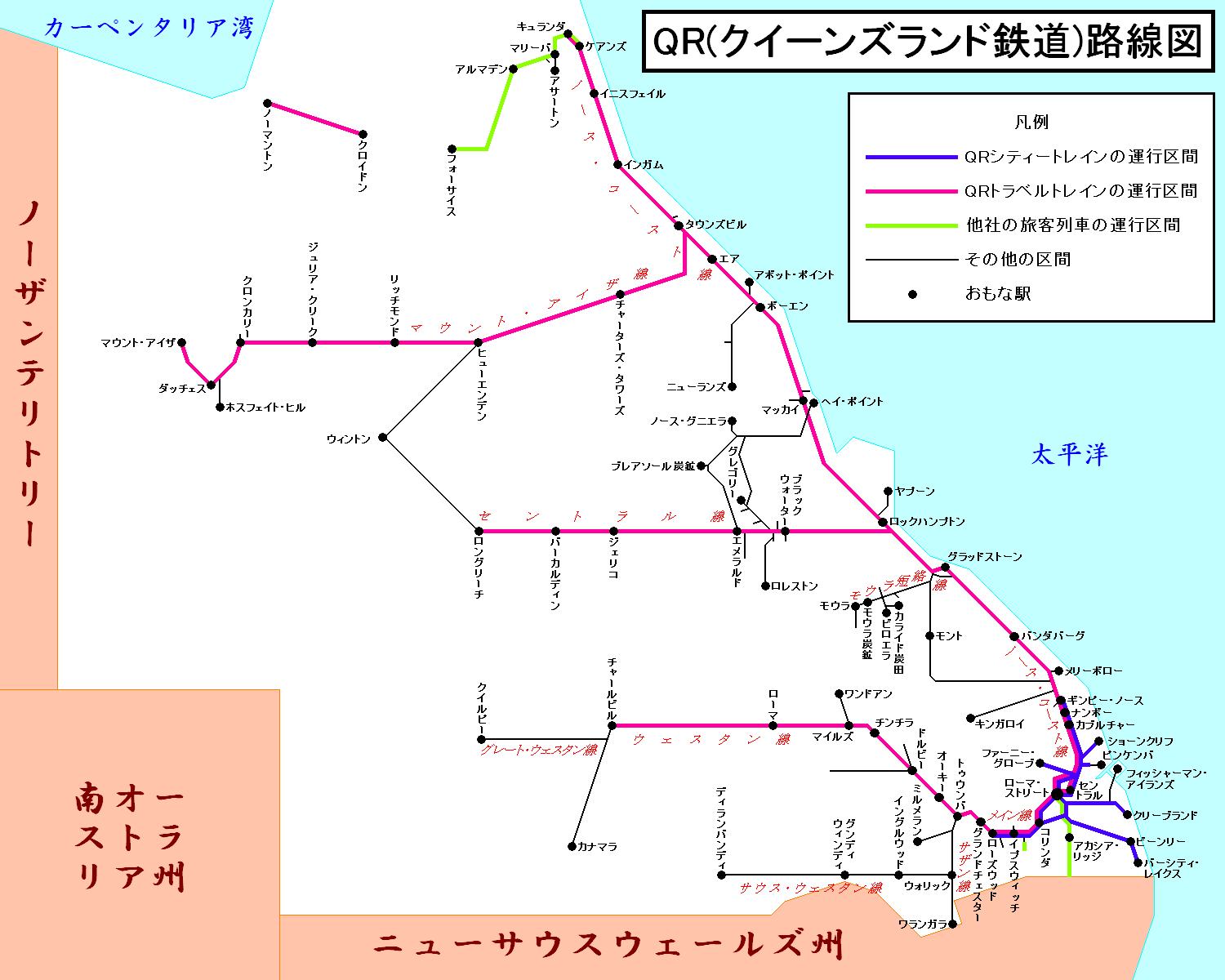
QR（クイーンズランド鉄道）路線図

東海岸の州都ブリスベン市と内陸部のダーリング・ダウンズ地方やサウス・ウェスト地方を結ぶ鉄道路線のうちトゥーンバ駅より東の部分がメイン線である。メイン線は起点のローマ・ストリート駅でノース・コースト線セントラル駅方面と直結し、エキシビション駅 (Exhibition) 方面やゴールドコースト線と接続している。ローマ・ストリート駅から南西に約20km進んだあと西に約40km進むとローズウッド駅 (Rosewood) に至る。その後は蛇行しながらグレートディヴァイディング山脈を越えて西北西に約100km進んで終点のトゥーンバ駅に到達する。トゥーンバ駅から先は西に向かうウェスタン線と南に向かうサザン線の2つの路線に分かれる。

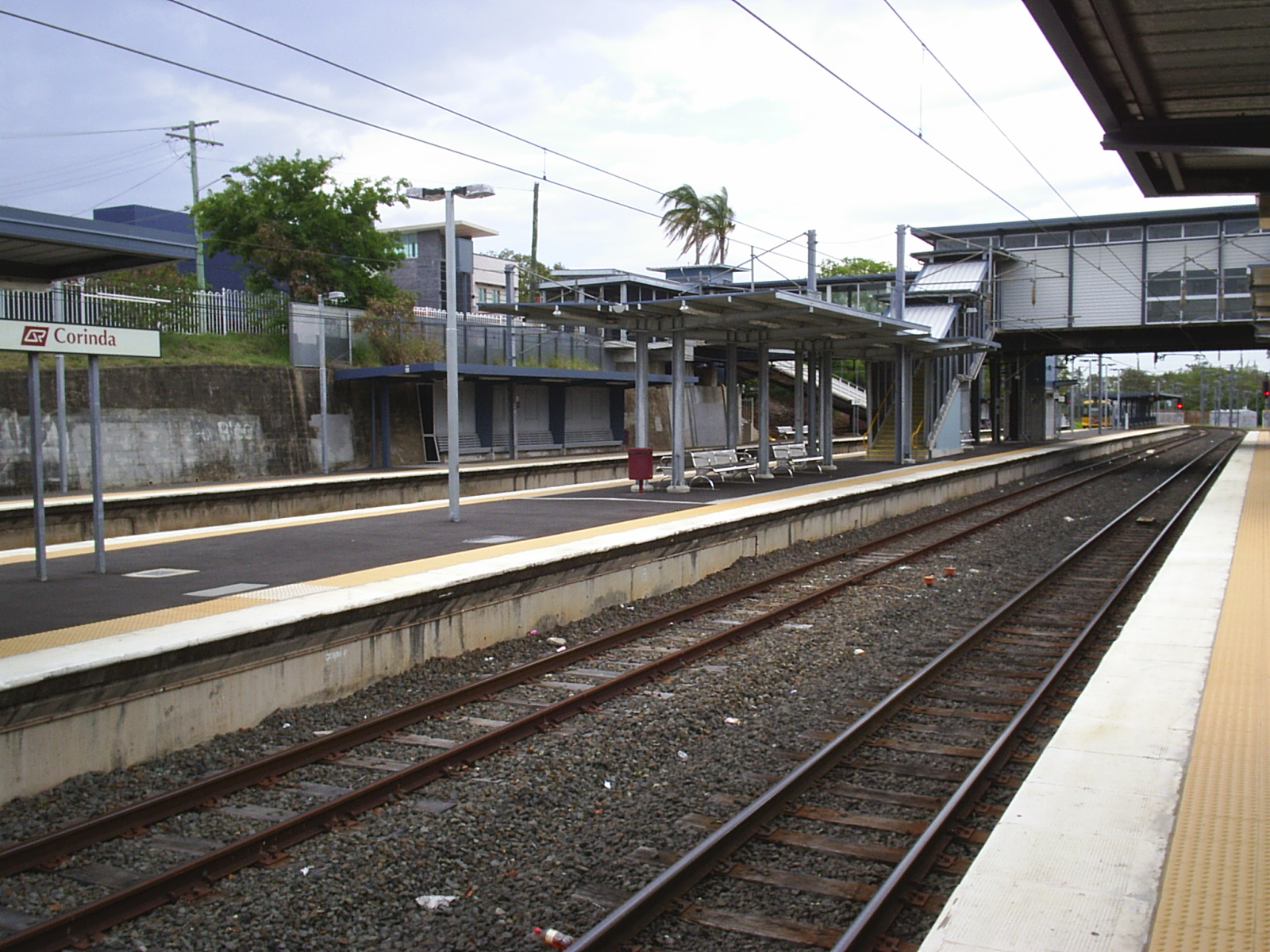
コリンダ駅: イーロンピリー駅からの支線と接続する。

 コリンダ駅 (Corinda)（ローマ・ストリート駅から10.83km）ではゴールドコースト線イーロンピリー駅 (Yeerongpilly) からの支線と接続している。Bundamba（ローマ・ストリート駅から33.31km）ではスワンバンク駅 (Swanbank) への支線が南に分岐している。イプスウィッチ駅（ローマ・ストリート駅から37.89km）ではイプスウィッチ工場 (Ipswich Workshops) への支線が北に分岐している。Yarrowlea（ローマ・ストリート駅から54.39km）ではエベネザ駅 (Ebenezer) への支線が南東に分岐している。
メイン線イプスウィッチ駅 - グランドチェスター駅 (Grandchester) 間は1865年にクイーンズランド植民地で初めて鉄道が開業した区間である。メイン線はかつてサザン線とともにブリスベンとニューサウスウェールズ州シドニーとを結ぶ州間連絡鉄道の一部となっていたが、1930年にニューサウスウェールズ州営鉄道ノース・コースト線を北に延長する形でブリスベンまでの標準軌線が開業し、1932年にブリスベン - シドニー間が標準軌の線路でつながってからは、メイン線の州間連絡鉄道としての役割はしだいに失われた。

### 路線データ
- 路線距離:
  - ローマ・ストリート駅 - トゥーンバ駅 : 161.29km
    - （支線） Bundamba - スワンバンク駅 : 9.01km
    - （支線） イプスウィッチ駅 - イプスウィッチ工場 : 1.49km
    - （支線） Yarrowlea - エベネザ駅 : 8.42km
- 軌間: 1067mm
- 複線区間:
  - 複々線: ローマ・ストリート駅 - コリンダ駅
  - 複線: コリンダ駅 - グランドチェスター駅、Yarongmulu - Helidon
- 電化区間（交流25,000V、50Hz）: ローマ・ストリート駅 - ローズウッド駅

## 運行形態

### 貨物列車
QRナショナル (現在はオーライゾン社 en:Aurizon) の貨物列車がウェスタン線マカリスター駅・ジョンダリアン駅からトゥーンバ駅 - コリンダ駅間を経由してブリスベン港まで石炭を輸送している。また、エベネザ駅からの列車やスワンバンク発電所 (en:Swanbank Power Station) への列車もある。

### 旅客列車

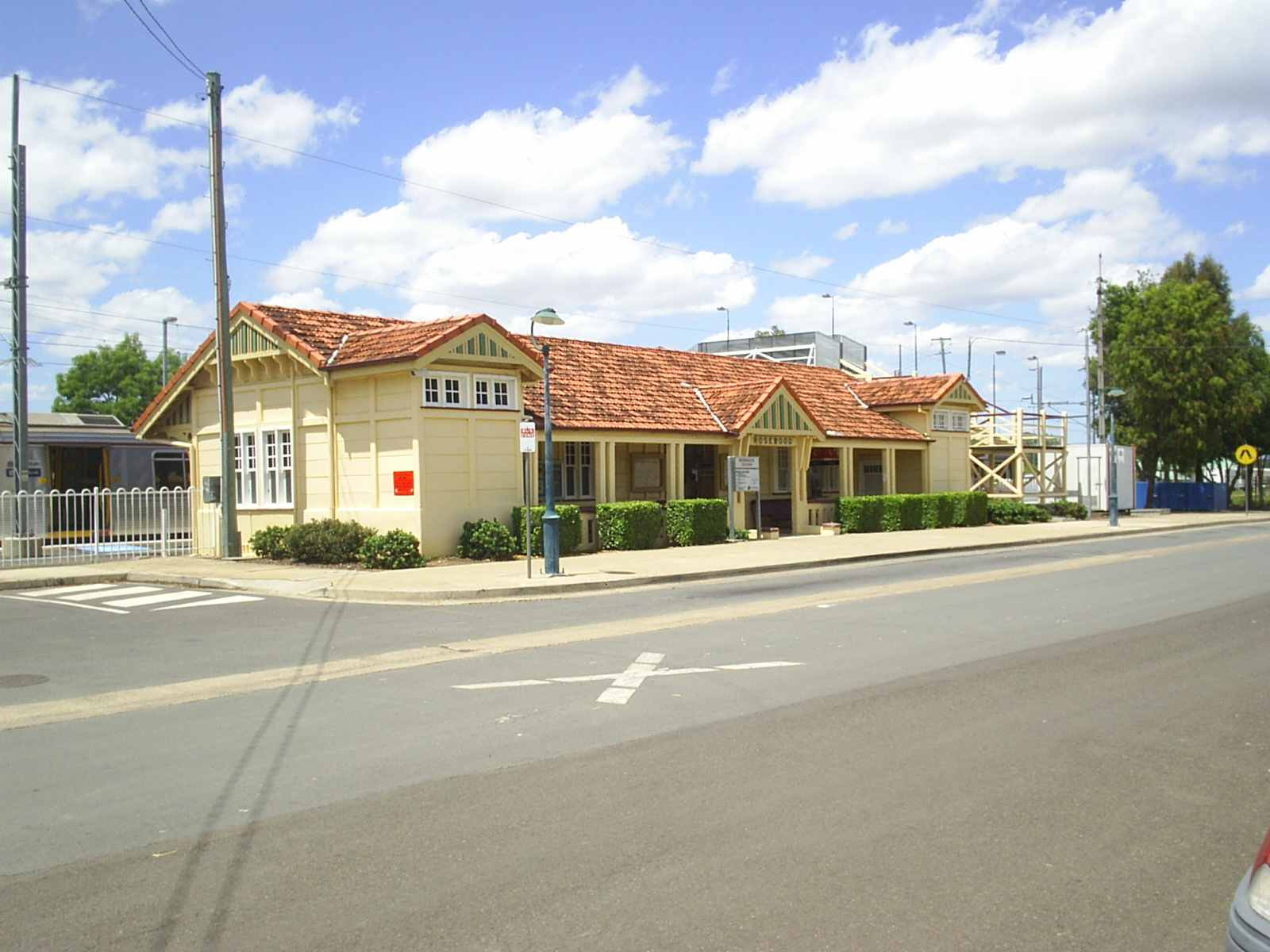
ローズウッド駅: シティートレインの運行はこの駅までである。

ローマ・ストリート駅 - ローズウッド駅間ではシティートレインの都市圏輸送が行われており、ローマ・ストリート駅以遠はノース・コースト線経由で各方面に乗り入れている。ローマ・ストリート駅 - トゥーンバ駅間ではウェスタン線チャールビル駅まで直通するトラベルトレインの長距離旅客列車も週2往復が運行されている。
スワンバンク駅への支線では、Bundamba Racecourse - スワンバンク駅間でクイーンズランド・パイオニア・スチーム鉄道 (QPSR) という保存鉄道が主に日曜に旅客列車を運行している。

## 歴史

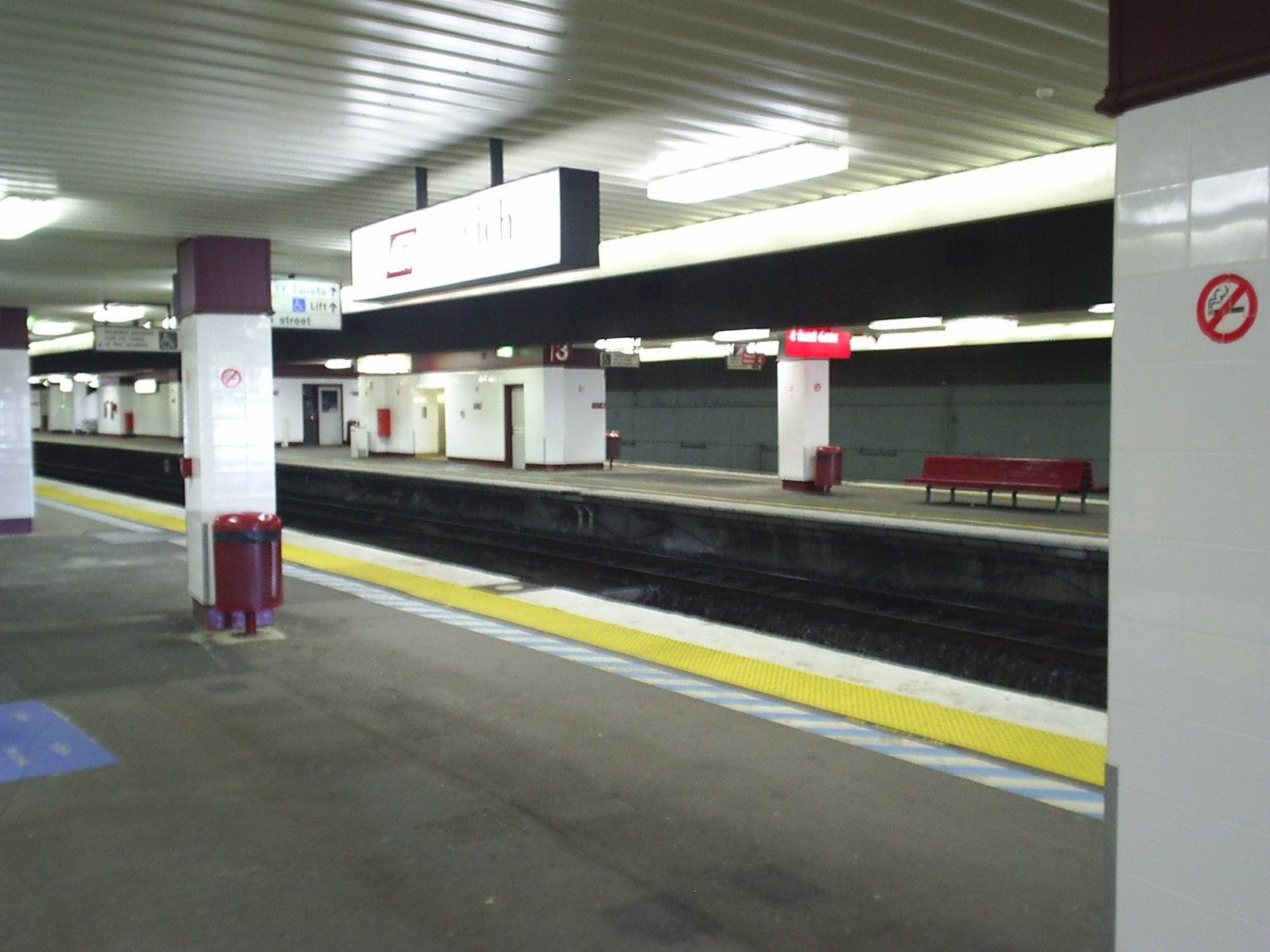
イプスウィッチ駅: 最初に開業した区間の起点駅。

ローマ・ストリート駅 - トゥーンバ駅間

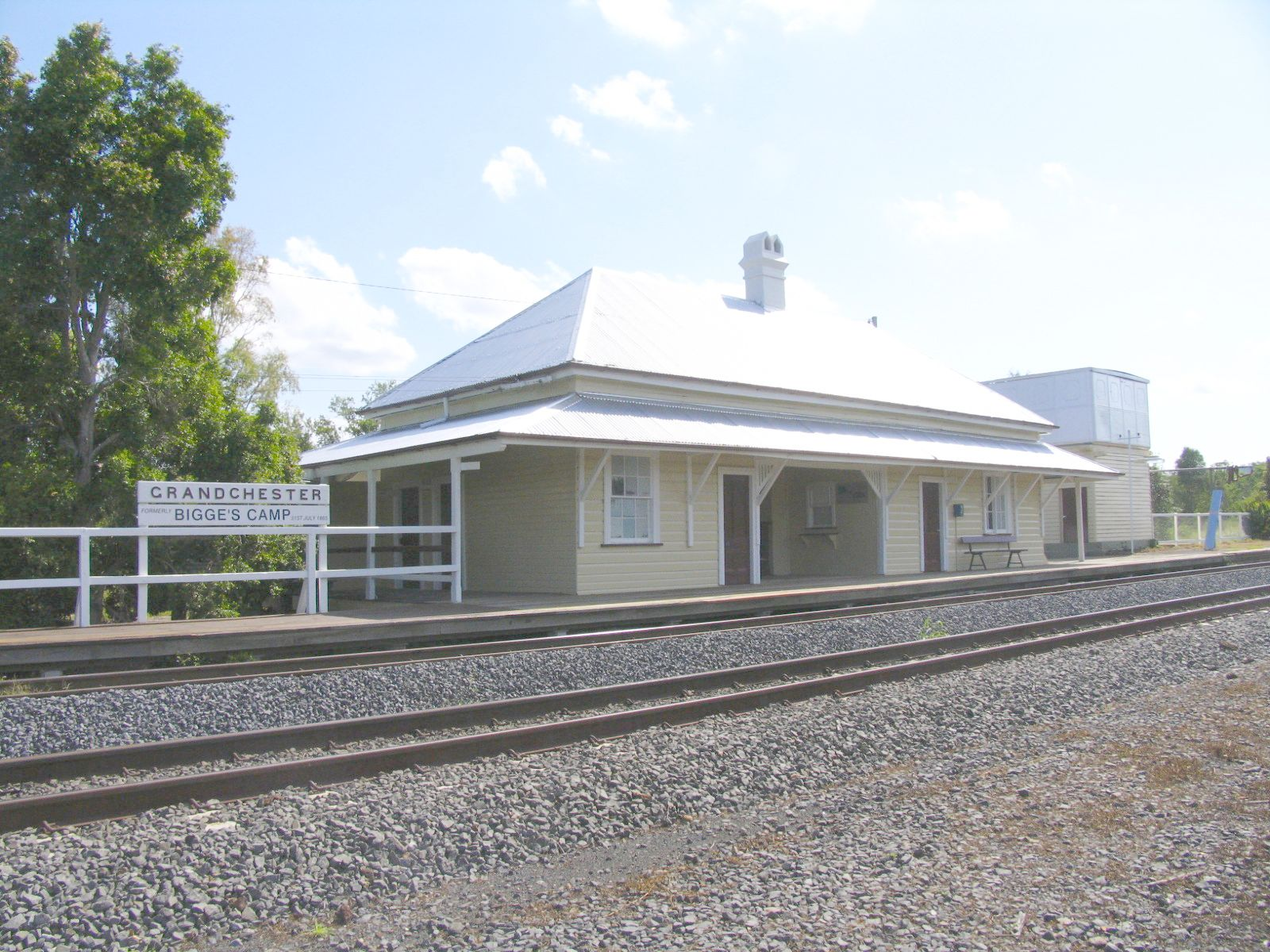
グランドチェスター駅: 最初に開業した区間の終点駅。

 1865年にイプスウィッチ駅 - Bigges Camp（のちにグランドチェスター駅に改称）間でクイーンズランド植民地で最初の鉄道が開業し、その後も西への延伸が続けられ1867年にトゥーンバ駅まで開業した。一方ブリスベン方面へは1875年にローマ・ストリート駅まで開業した。1979年にローマ・ストリート駅 - ダラ駅 (Darra) 間が初めて電化され、のちにローズウッド駅まで電化された。
イプスウィッチ駅で分岐する支線（イプスウィッチ駅 - イプスウィッチ工場間以外は廃止）
1882年に農地向けにイプスウィッチ駅から南に分岐しHarrisvilleまでの支線 (en:Dugandan railway line, Queensland) が開業し、1887年にブーナ駅 (Boonah) およびDugandanまで延伸開業した。1922年にこの支線のMunbillaから分岐して Mount Edwards までの支線 (en:Mount Edwards railway line, Queensland) が開業した。当支線はブリスベンからシドニーまでの「via recta」（ラテン語で「直行ルート」）の一部になる予定であったが、via recta は実現せず Mount Edwards より先には延伸しなかった。Munbilla - Mount Edwards 間は1960年に廃止され、Dugandanへの支線も1964年に廃止された。
Wulkuraka - ヤラマン駅間（全線廃止）
1884年にWulkurakaで北北西に分岐するブリスベン・バレー支線 (en:Brisbane Valley railway line, Queensland) がローウッド駅 (Lowood) まで開業し、1886年にエスク駅 (Esk) まで、1913年にヤラマン駅 (Yarraman) まで延伸開業した。のちに廃止された。
Yarrowlea - エベネザ駅間
1990年に石炭輸送のためエベネザ駅までの支線が開業した。

## 新線計画
ダラ駅で南西に分岐してスプリングフィールド駅 (Springfield) に至る路線を新設しシティートレインを運行することが計画されている。2015年に完成予定である。